# Michele Critoboulos
Michele Critoboulos (in greco medievale Μιχαήλ Κριτόπουλος), ma conosciuto come Critoboulos di Imbro, (1410 – 1470) è stato un politico, storico ed erudito bizantino.

## Biografia
È conosciuto come autore di un lamento per la conquista da parte degli ottomani di Costantinopoli sotto il sultano Mehmet II. È una delle fonti bizantine principali della caduta di Costantinopoli nel 1453, insieme ad anche le altre testimonianze degli storici Ducas, Laonico Calcondila e Giorgio Sfranze. Era nato in una famiglia aristocratica bizantina sull'isola di Imbro. Negli anni intorno al1450 fu un leader politico locale dell'isola e svolse un ruolo attivo nella consegna pacifica di Imbro, Lemno e Taso agli ottomani dopo la caduta finale dell'impero bizantino.

## Opere
In seguito scrisse l'opera Storia in cinque libri. È un resoconto storico dell'ascesa degli ottomani e della conquista finale del resto dell'Impero Romano d'Oriente. La sua parte principale è una biografia del sultano ottomano Mehmet II, il Conquistatore, al quale l'opera fu anche dedicata. Scrivendo sotto il dominio ottomano, Critoboulos espresse ammirazione per Mehmet nella sua opera, e combinò il lutto per la perdita greca con l'accettazione del passaggio di potere ai turchi ottomani, che egli interpretò come un evento storico mondiale divinamente ordinato.
Nel fare ciò, Critoboulos prese come modello letterario le opere di Flavio Giuseppe, lo storico ebreo-romano della distruzione romana di Gerusalemme. Il suo testo è il resoconto storico più dettagliato del primo decennio del dominio turco a Costantinopoli, compresi gli sforzi ottomani di ricostruire e ripopolare la città. Il suo teso autografo è stato conservato nella Biblioteca del Palazzo di Topkapı a Istanbul. Usò Tucidide come modello per la sua Storia.